# Llandudno Junction
Llandudno Junction es una localidad situada en el condado de Conwy, en Gales (Reino Unido), con una población estimada a mediados de 2016 de 12 326 habitantes.
Se encuentra ubicada al norte de Gales, junto al parque nacional de Snowdonia y a la costa del mar de Irlanda.